# Los Fastidios
Los Fastidios – włoska grupa grająca street punk/oi!. Powstała w Weronie w 1991 r. Z pierwszego składu w zespole pozostała tylko jedna osoba. Teksty zespołu dotyczą problemów społecznych oraz promują równość, socjalizm oraz walkę z wszelkimi przejawami dyskryminacji. Grupę tworzą włoscy antyrasistowscy skinheadzi związani ze środowiskiem SHARP i RASH.
W 2002 roku ich muzyka znalazła się na siódmej składance Muzyka przeciwko rasizmowi,  zatytułowanej Wykopmy rasizm ze stadionów firmowanej przez Stowarzyszenie „Nigdy Więcej”.
Los Fastidios są autorami nieformalnego hymnu Antify - „Antifa Hooligans”.

## Skład zespołu
- Enrico (wokal)
- Paolino (gitara i chórki)
- Denni (gitara i chórki)
- Alvise (gitara basowa i chórki)
- Giacomo „La Zia” (perkusja i chórki)

## Dyskografia
- Birra, oi! e divertimento (EP 7" Skooter Rekords, 1994)
- Banana e scarponi (EP 7" Skooter Rekords, 1995)
- Hasta la baldoria (LP Skooter Rekords, 1996 - CD Repressed by KOB Records/Mad Butcher Records)
- Oi! Gio (EP 7" Skooter Rekords, 1997)
- Contiamo su di voi! (LP/CD/CS KOB Records/Mad Butcher Records, 1998)
- Radio boots (EP 7" KOB Records/Mad Butcher Records, 2000)
- Fetter Skinhead (EP CD KOB Records/Mad Butcher Records, 2000)
- 1991 - 2001 Ten years tattooed on my heart (CD KOB Records/Mad Butcher Records, 2001)
- Guardo Avanti (LP/CD KOB Records/Mad Butcher Records/Jimmy Jazz Records, 2001)
- Ora Basta (EP 7"/CD KOB Records/Mad Butcher Records, 2003)
- La verdadera fuerza de la calle (CD Amp Records Buenos Aires, 2003)
- Prawdziwa siła ulicy (CD Jimmy Jazz Records Poland, 2003)
- Siempre Contra (LP/CD/CS KOB Records/Mad Butcher Records/Jimmy Jazz Records, 2004)
- Sopra e Sotto il palco (live '04) (LP/CD KOB Records/Mad Butcher Records, 2005)
- On The Road....Siempre Tuor! (DVD KOB Records/Mad Butcher Records, 2005)
- Rebels 'N' Revels (LP/CD KOB Records, 2006)
- Un Calcio ad un Pallone (EP 7"/CD KOB Records/Mad Butcher Records, 2006)
- Fetter Skinhead in 2007 (EP 7" KOB Records/Mad Butcher Records, 2007)
- All´ Arrembaggio (LP/CD KOB Records/Mad Butcher Records, 2009)
- Let's do it (LP/CD Kob Records, 2014)